# Borovo (Bulharsko)
Borovo (bulharsky Борово) je město ležící v severním Bulharsku, v Dolnodunajské nížině. Je správním střediskem stejnojmenné obštiny a žije v něm přibližně 2 000 obyvatel.

## Název
Borovo vzniklo v roce 1948 sloučením dvou obcí Gorna Manastirica a Gorazd. Gorna Manastirica byla v minulosti známa jako Çiflik manastir, později Gorno Manastirci. Gorazd se původně jmenoval Balabanlii.

## Zeměpis
Borovo leží v nadmořské výšce 278 m v kopcovité části Dolnodunajské nížiny zvané Dunajská pahorkatina
Městem prochází železniční trať Ruse - Gorna Orjachovica, která je součástí evropského dopravního koridoru IX. Po okraji města prochází silnice I. třídy I-5, po níž v tomto úseku vede i evropská silnice E85. Borovo se nachází 50 km jihozápadně od správního střediska zdejší oblasti města Ruse.

## Historie
Místo bylo nepochybně osídleno Thráky nejpozději v 4. století př. n. l., jak dokládají zdejší thrácké hrobky, ale zejména nález unikátního stříbrného pokladu v roce 1974. Do místního muzea bylo umístěno přes 14 000 předmětů tradičního života a kultury thráckého, římského, řeckého, slovanského a protobulharského původu – mince, keramika, kroje, pracovní nástroje atd.
První písemná zmínka o obci pochází z roku 1657, kdy je zmíněna pod názvem Çiflik manastir. 
Při změně názvů osad v roce 1934 byla ves Balabanlii přejmenována na Gorazd, které však nenesla dlouho, protože 4. září 1948 byla obec zrušena a připojena jako jižní část k obci Gorna Manastirica. Vyhláškou z 11. února 1958 byla tato dědina přejmenována na Borovo. Zajímavé je, že ještě deset let poté místní nádraží stále neslo název Gorna Manastirica. Od 7. září 1984 má Borovo statut města.
V Borovu byla částečně vybudována síť splaškové kanalizace a buduje se městská čistírna odpadních vod.

## Obyvatelstvo
Níže uvedená tabulka ukazuje vývoj populace města od třicátých let (1934 – 2021):
| rok      | 1934  | 1946  | 1956  | 1965  | 1975  | 1985  | 1992  | 2001  | 2011  | 2021  |
| populace | 2 046 | 2 297 | 2 708 | 3 130 | 3 212 | 2 992 | 2 874 | 2 620 | 2 045 | 1 698 |

K 15. září 2024 ve městě žilo 1 949 obyvatel a bylo zde trvale hlášeno 2 168 obyvatel. Podle sčítání z 1. února 2011 bylo národnostní složení následující:
- Bulhaři: 1 653 (91.1 %)
- Turci: 115 (6.3 %)
- Romové: 19 (1.0 %)
- ostatní[p 2]: 28 (1.5 %)